# باسل زاهروف
باسل زاهروف (بالفرنسية: Basil Zaharoff)‏ تاجر ومُصنّع أسلحة يوناني (ولد في السادس من أكتوبر من العام 1849) يُعد واحد من أغنى أغنياء اليونان في ذلك الوقت، كما يُصفه اليونانيون بـ «تاجر الموت» و «رجل اليونان الغامض». وكان زاهروف قد صٍيغ نجاحه من خلال تكتياكته الماكرة، والتي غالباً ما تكون عدوانية وصارمة. وشمل هذا بيع الأسلحة إلى أطراف متعارضة في الصراعات، وأحياناً تسليم أسلحة وهمية أو خاطئية، ويُقال أنه خرّب علاقات تجارية.